# Gregorio del Sinai
Gregorio del Sinai (1255/1265 – 27 novembre 1346) è stato un monaco cristiano bizantino della Chiesa ortodossa, iniziatore del movimento dell'esicasmo. La sua biografia è stata scritta dal suo discepolo Callisto I di Costantinopoli che fu patriarca di Costantinopoli dal 1350 al 1363. La Chiesa ortodossa lo venera come santo.

## Biografia
Nato in una famiglia benestante e pia, fu catturato dai turchi all'inizio del regno dell'imperatore Andronico II (dopo il 1282) e deportato a Laodicea di Siria, dove il suo riscatto venne pagato dagli abitanti cristiani della città. Si recò a Cipro, dove entrò in religione come « rhasophore » (novizio), per recarsi poi al monastero di santa Caterina nel Sinai, dove ottenne la tonsura e soggiornò per diversi anni. Avendo dovuto partire dopo le tensioni nella comunità, giunse prima a Gerusalemme e poi a Creta, dove incontrò un pio eremita, Arsene, che gli fornirà un ricco insegnamento sulla vita contemplativa (θεωρία). Dopo esser giunto al Monte Athos, dove si unì allo "skita" Magoula, dipendente dal Monastero di Philotheou, quindi si spostò in un eremo vicino, al Monastero di Simonopetra, doce incontrò molti monaci interessati alla sua concezione della vita religiosa, e vi fece molti discepoli, tra cui Gregorio Palamas e i futuri patriarchi di Costantinopoli, Isidoro Boukharis e Callisto. Intorno al 1325, come gli altri monaci che vivevano fuori dai grandi monasteri, fu costretto a lasciare a causa delle ripetute incursioni dei turchi, riparando per qualche mese a Salonicco. Soggiornò poi sulle isole di Chio e Mitilene, diversi mesi a Costantinopoli e quindi giunse a Sozopol. Da lì, si trasferì nella zona del Monte Paroria (presso l'attuale località di Kalovo, comune di Malko Tărnovo). Nuovamente preoccupato per le incursioni dei turchi, dovette fuggire ancora a Costantinopoli e poi soggiornare nuovamente presso il Monte Athos, ma alla fine ottenne la protezione dello zar di Bulgari Ivan Asen e nel 1335 poté trasferirsi nel suo monastero, dove rimase fino alla sua morte. Secondo il suo biografo, aveva creato un vero e proprio "laboratorio spirituale", circondato da discepoli greci, bulgari e serbi. Tra i suoi discepoli diretti slavi vi erano Teodosio di Tarnovo, Vidin Romil, Eutimio di Tărnovo e Cipriano di Kiev.
Viene considerato come il principale iniziatore del movimento dell'esicasmo, che si sviluppò nelle chiese greca e slava nel XIV secolo. Ha lasciato alcuni scritti ma nessuna esposizione dottrinale sistematica, avendo particolare colpito per la sua vita e l'esempio. I suoi testi principali sono i 175 capitoli (raggruppati in cinque libri), una sorta di trattato di consulenza spirituale per i monaci, che sono inclusi nella Filocalia; e un Discorso sulla Trasfigurazione di Gesù. Gli sono attribuiti anche degli inni contenuti in  manoscritti.

## Culto
Egli è un santo della Chiesa ortodossa, festeggiato dai greci il 27 novembre, e dagli slavi l'8 agosto. La sua biografia, del patriarca Callisto, fu subito tradotta in bulgaro. Il sito del suo monastero corrisponde all'attuale cappella « Sveta Petka », nella riserva naturale di Paroria (Bulgaria).

## Edizioni
- Patrologia Graeca, vol. 150, col. 1240-1345.
- Filocalia, vol. IV, Athènes, 1961, pp. 31-88.

## Traduzioni
- Filocalia, fascicule 10 (Théolepte de Philadelphie, Nicéphore le Solitaire, Grégoire le Sinaïte, Gregorio Palamas), introduction, traduction et notes de Jacques Touraille, Abbaye de Bellefontaine, Begrolles-en-Mauges, 1990, pp. 56-147.
- Jean Gouillard (trad.), Petite Philocalie de la prière du cœur, Paris, 1968, pp. 177-197.